# Alcorcón
Alcorcón és una ciutat de l'àrea metropolitana de Madrid, situada a 13 km de Madrid en direcció sud-oest. La seva població actual és de 164.633 habitants (cens oficial a 1 de gener de 2006) i, en continu creixement, la formen sobretot emigrants d'altres regions d'Espanya. El poble afronta un enorme desenvolupament urbà en la iniciativa denominada Eixample Sud d'Alcorcón. Recentment ha obtingut el títol de "Gran Ciutat de la Comunitat de Madrid", títol que es concedeix als municipis de més de 150.000 habitants amb uns mínims de “ciudadibilitat”.

## Demografia
| 626   | 623    | 587     | 604     | 621     | 649     | 813     | 809     | 659     | 759     |
| 1960  | 1970   | 1981    | 1991    | 2001    | 2002    | 2003    | 2004    | 2005    | 2006    |
| 2.114 | 46.073 | 140.957 | 139.641 | 147.787 | 149.594 | 154.441 | 156.592 | 162.524 | 176.245 |

## Veïns il·lustres
- Mariano Mariano, humorista
- Javier Basilio, periodista
- Inma del Moral, presentadora
- Maribel Verdú, actriu
- Sôber, grup de rock
- Meswy, cantant de hip-hop
- Zénit, cantant de hip-hop
- Arturo Fernandez, actor
- Lucía Asue, reportera